# Peaje

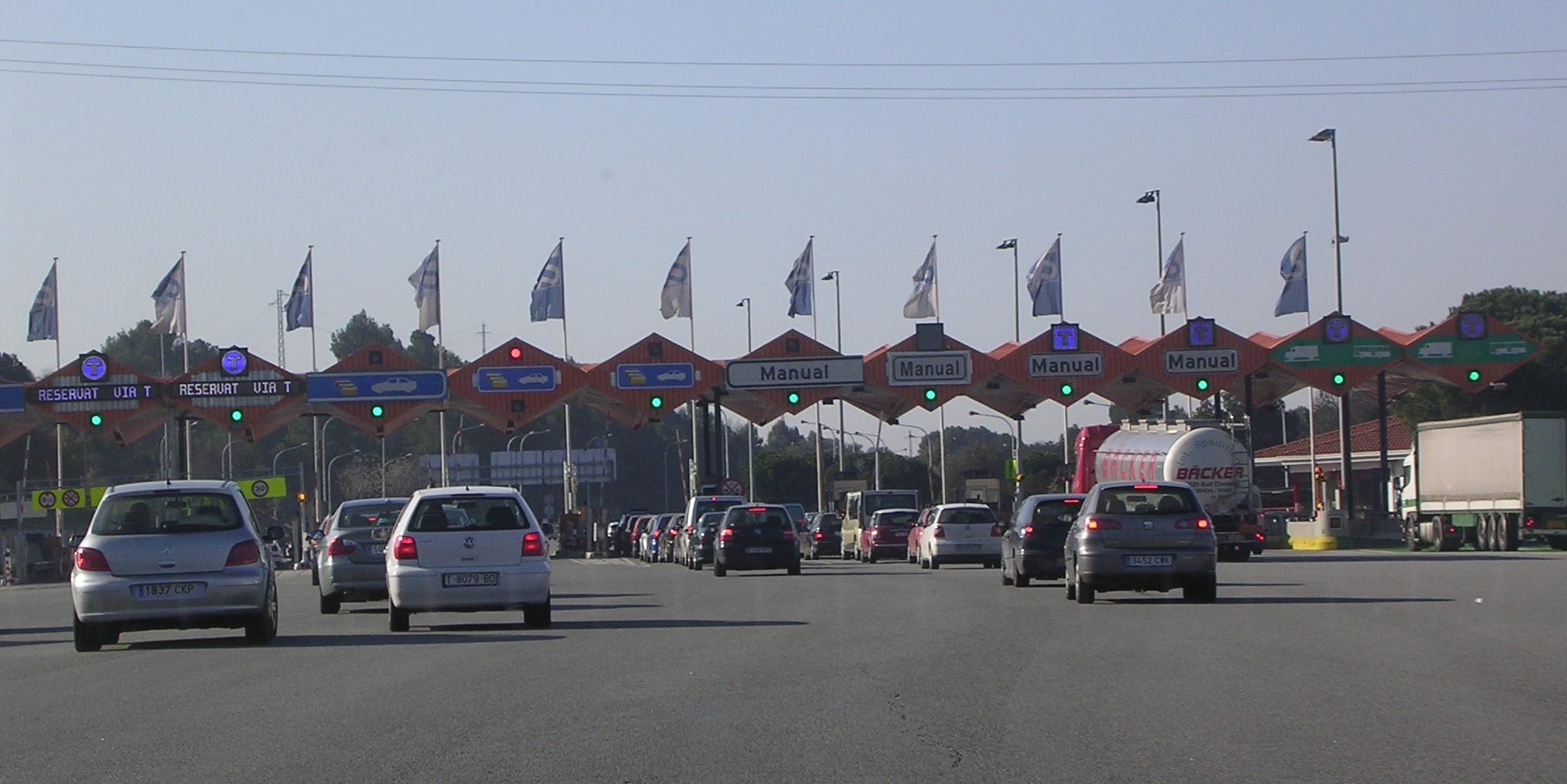
Antiguo peaje en la autopista AP-7, antes de ser derribado, situado a las afueras de Barcelona, España.

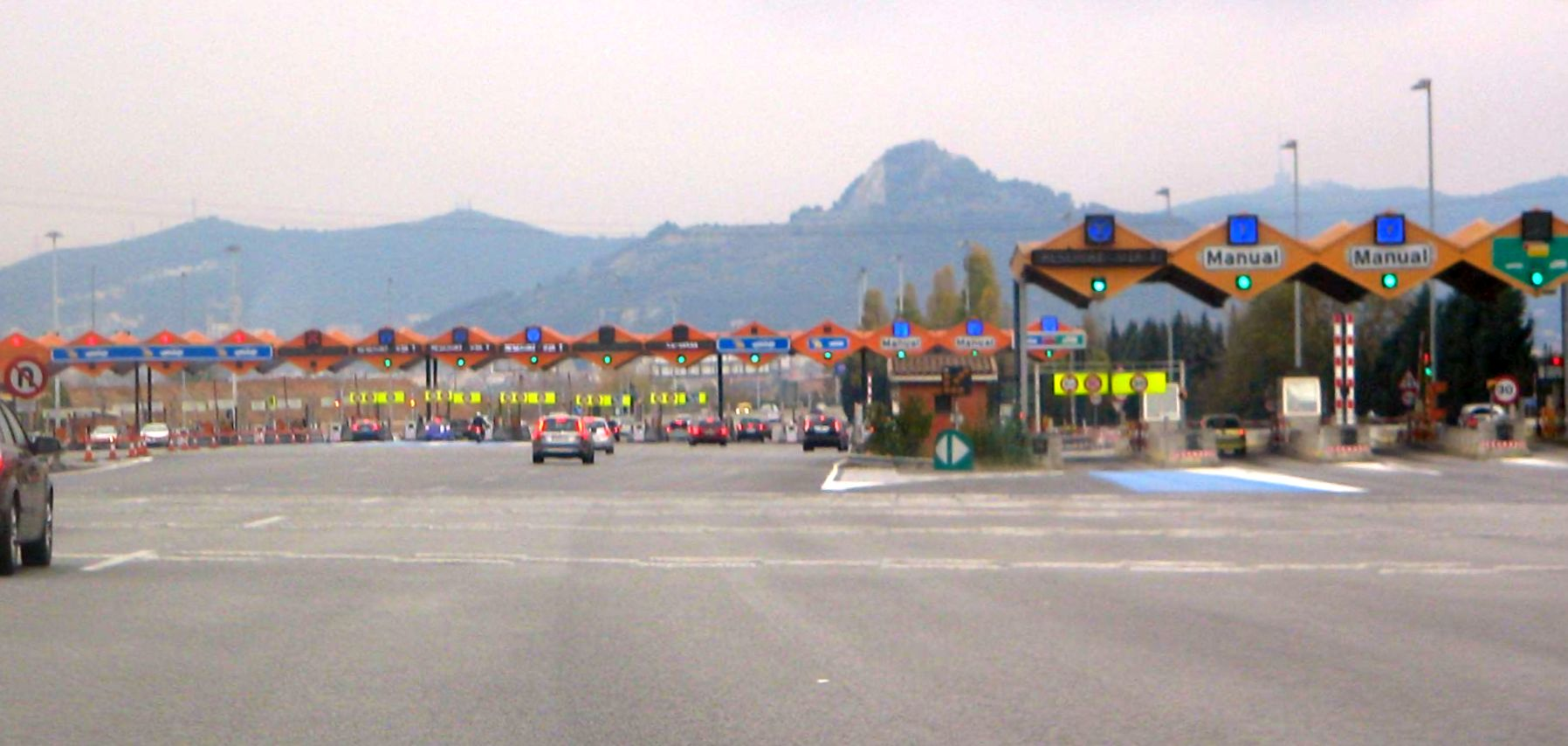
Antiguo peaje en la C-33, antes de ser derribado.

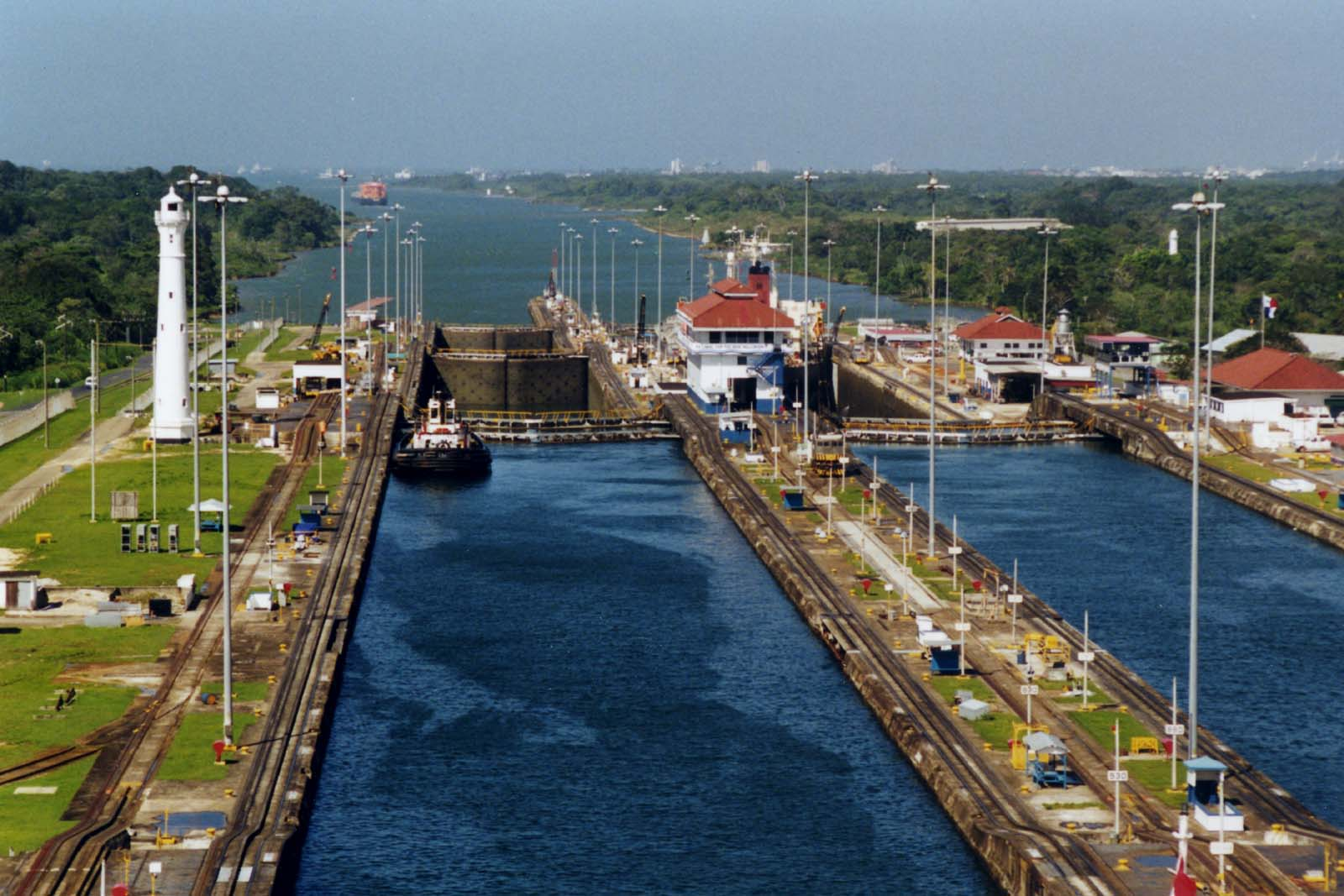
Canal de Panamá.

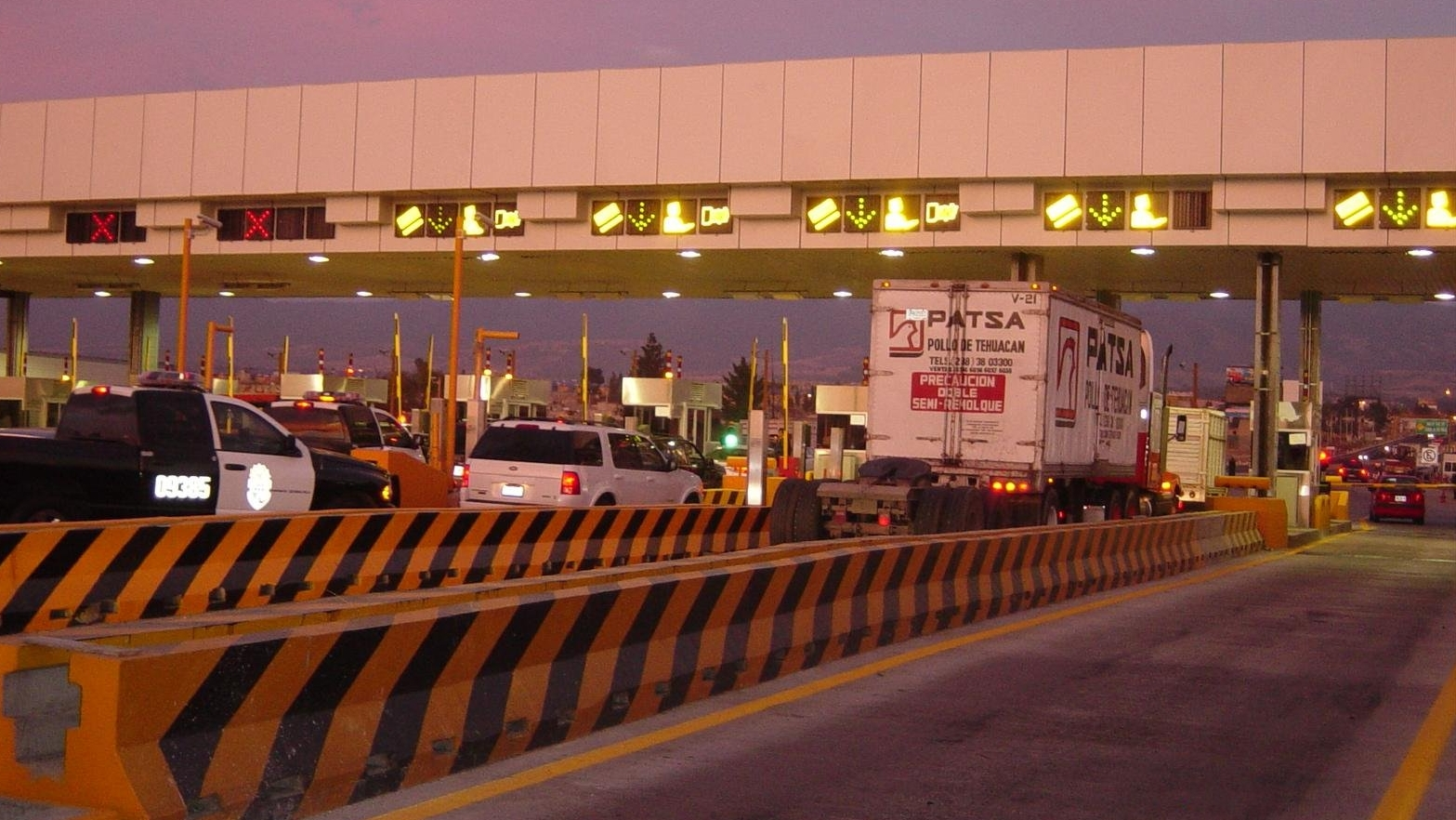
Caseta de cobro San Marcos, en la autopista México-Puebla.

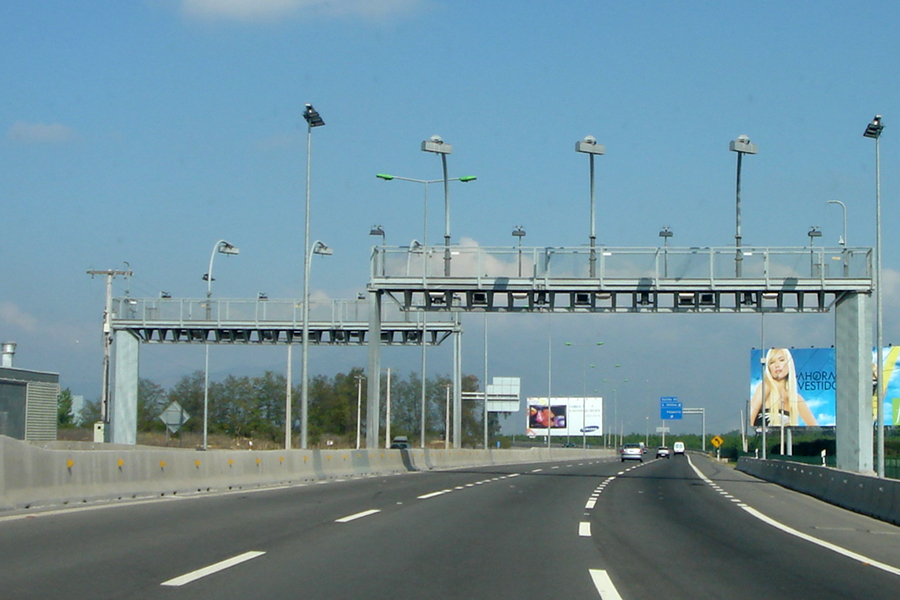
Portal con los sensores de telepeaje y cámaras de video para registrar los infractores en la autopista Costanera Norte, Santiago de Chile.

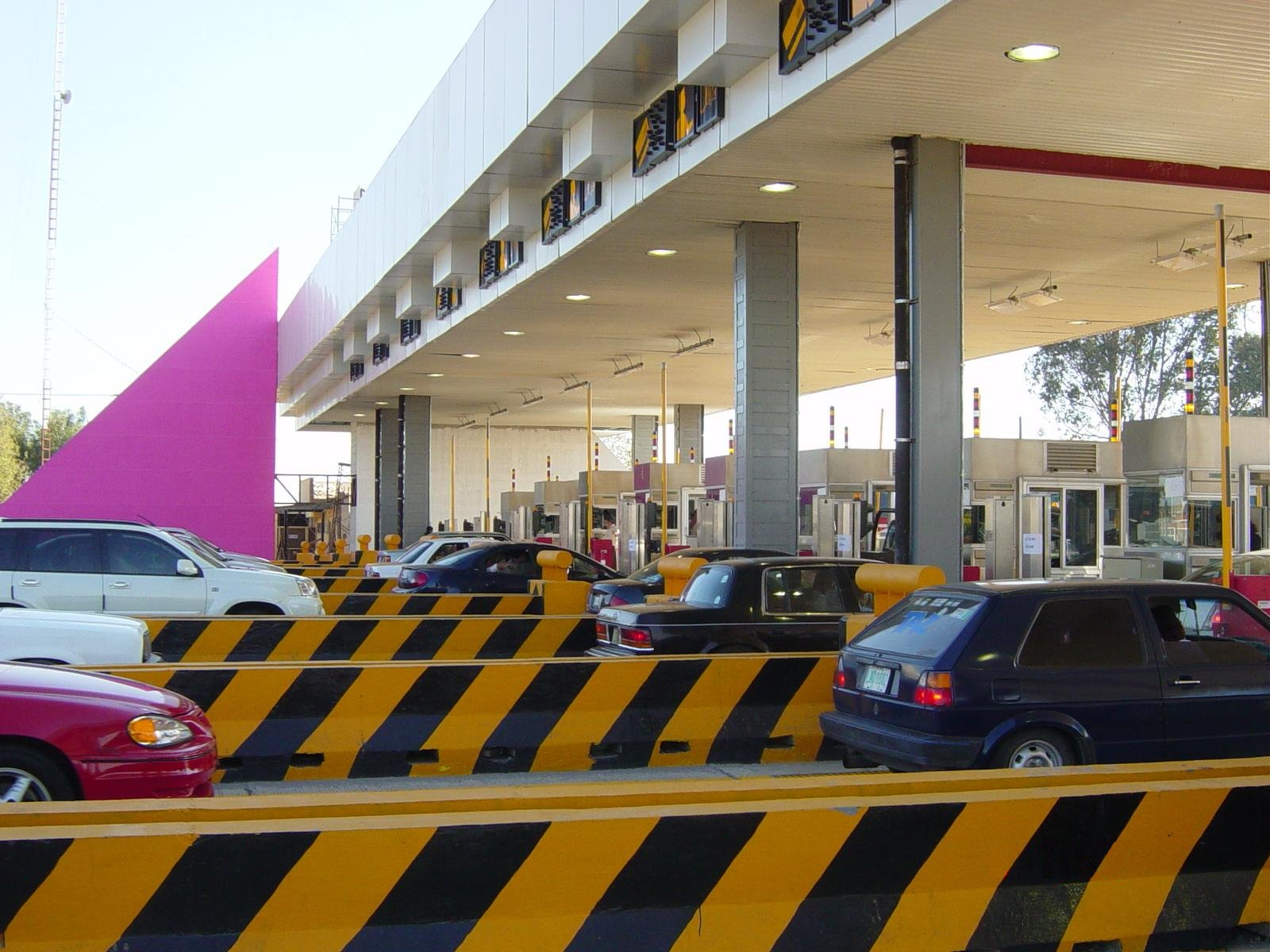
Caseta de cobro Chalco, en la autopista México-Chalco.

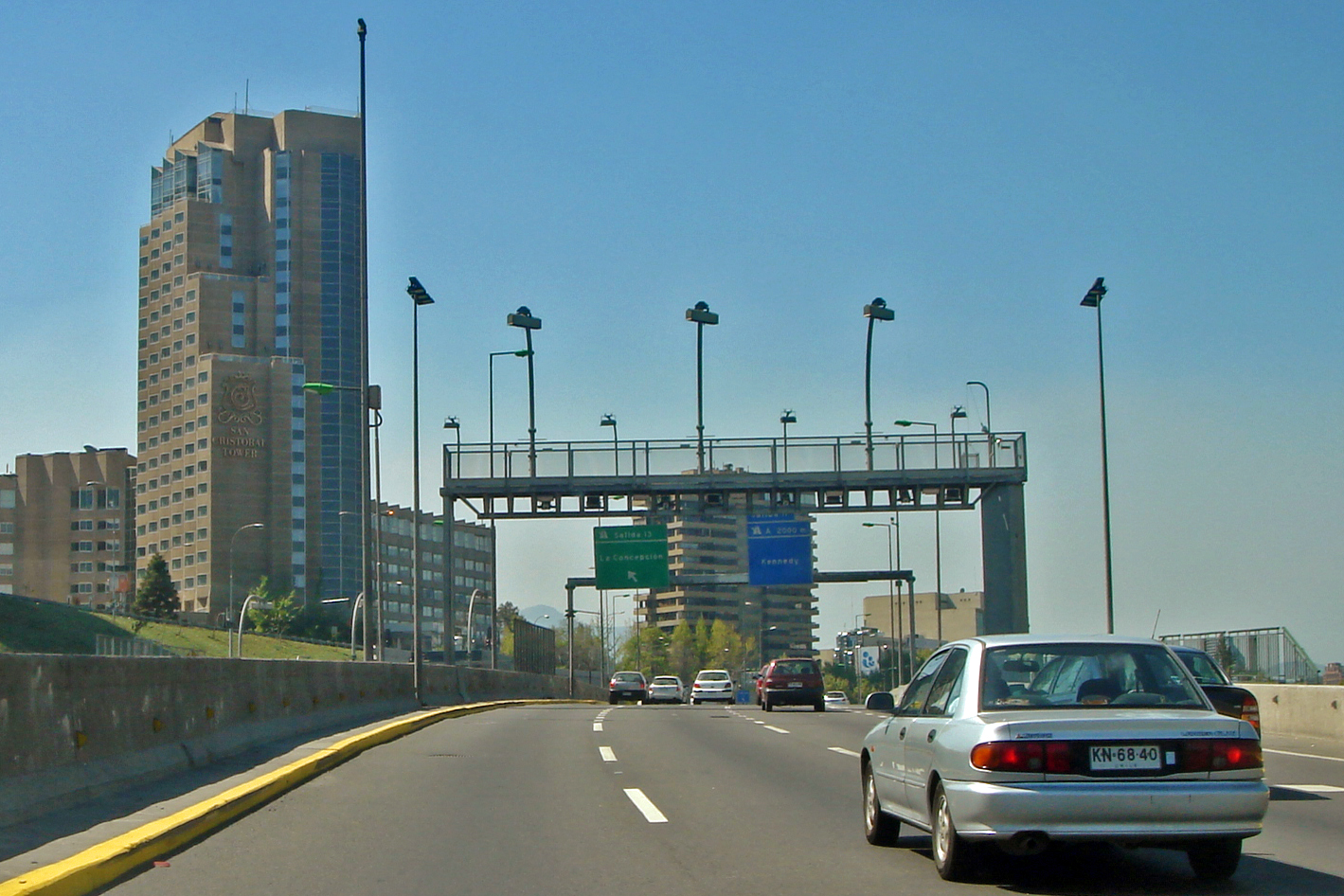
Cobro electrónico de peaje en la autopista Costanera Norte, en el centro urbano de Santiago de Chile.

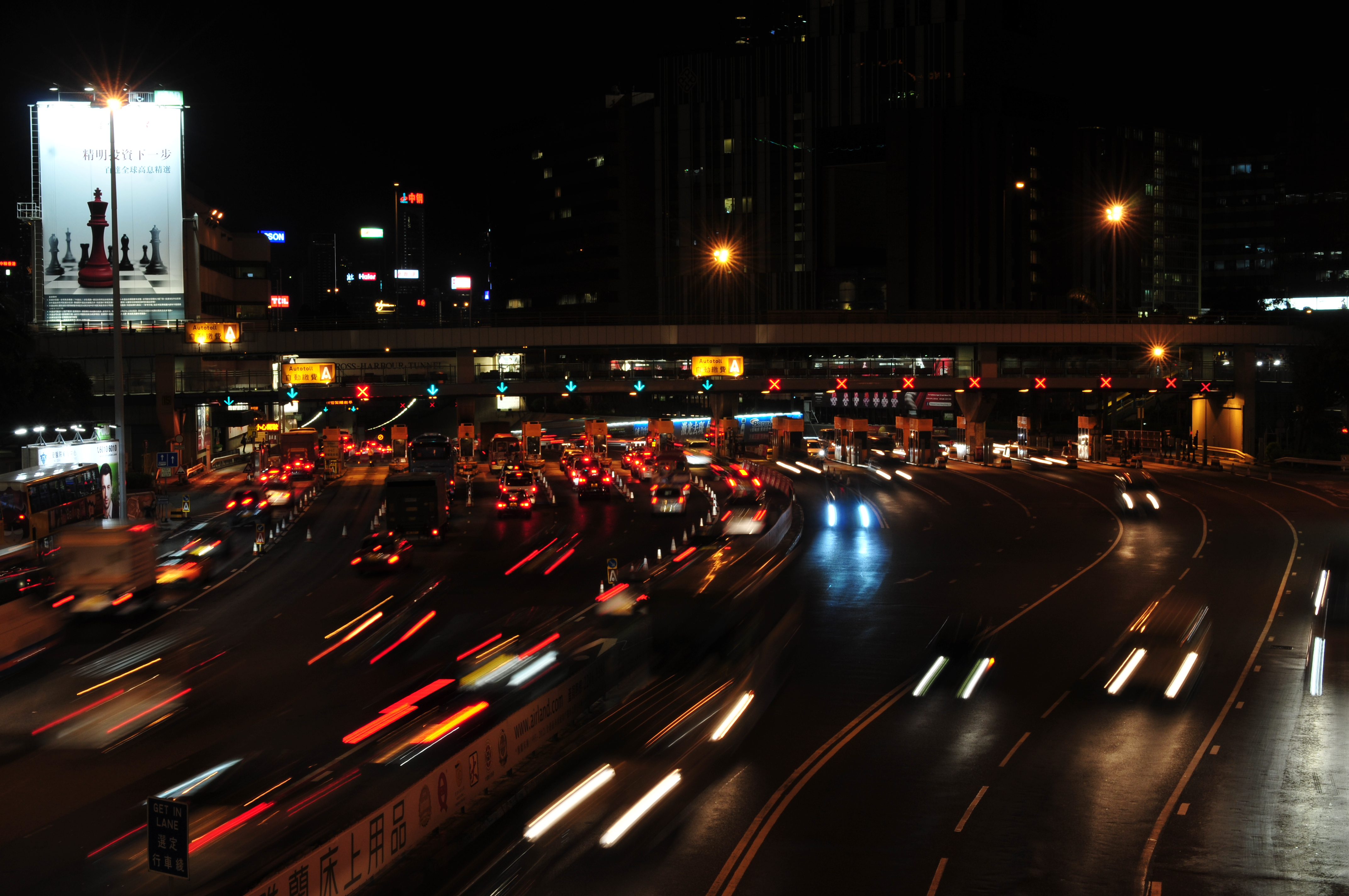
Caseta de peaje en Hong Kong, China.

Se denomina peaje al pago que se efectúa como derecho para poder circular por un camino. En la antigüedad, se llamaba portazgo a la suma que debía pagarse para cruzar cierto límite (puerta) entre dos zonas territoriales o por cruzar un puente e incluía muchas veces el pago de mercaderías.
En términos más generales se asocia el concepto de peaje a la tasa o tarifa que se cobra a un medio de transporte terrestre, fluvial o marítimo como derecho de tránsito para utilizar la infraestructura de la respectiva vía de comunicación; por ejemplo a los automóviles para poder circular por una carretera o autopista, o a los barcos para poder atravesar por un canal de navegación o una hidrovía. En la mayoría de los casos la vía o ruta marítima sujeta a peaje permite a los usuarios ahorrar tiempo de viaje y reducir sus costos de operación, con respecto al tránsito por vías o rutas alternativas libres de peaje.

## Descripción de peajes viales
El dinero recaudado a través de un peaje queda destinado normalmente a financiar la construcción, operación y mantenimiento de infraestructuras viarias (carreteras, túneles, canales de navegación o puentes). Por sus altos costos de inversión, lo habitual es que el peaje cobrado no cubra los costos totales de construcción, y cuando se administra directamente por el Estado, en general, los fondos recaudados se utilizan principalmente para operación y mantenimiento de la infraestructura sujeta al peaje. En el caso de carreteras sujetas a concesión o tercerizadas, el peaje permite al operador privado recuperar las inversiones realizadas y los costes de administración, operación y mantenimiento.
Los esquemas de cobro de peajes permiten al Estado, sea directamente o a través de un concesionario, realizar un cobro directo a los usuarios que utilizan la carretera, puente o túnel, evitando así que los demás contribuyentes subsidien a los usuarios dicha infraestructura vial. Por otra parte, y debido a los problemas de congestión vial crónico que se han venido presentando en los grandes centros urbanos, desde 1975 en Singapur, y con mayor intensidad a partir del año 2003, se han introducido los peajes urbanos bajo el concepto económico de tarifas de congestión, con el propósito de disminuir el número de vehículos entrante en las áreas urbanas centrales. En estos casos, el peaje cobrado cubre los costos de operación del sistema de control, y los recursos restantes se destinan al transporte público o para financiar infraestructuras viales urbanas.
Normalmente las tarifas de peaje se pagan en estaciones de peaje ubicadas en la vía, puente o túnel donde se está viajando, ya sea sobre la vía principal o en las vías laterales (al salir de la autopista). El principal problema directo asociado con el cobro de peajes es la congestión que se produce en las estaciones de peaje durante las horas pico (en el área urbana) o durante la ida y regreso de los viajeros durante los finales de semana y feriados (en el área rural). Cuando los volúmenes de tránsito son muy altos las colas pueden alcanzar kilómetros y las demoras pueden llegar a ser extremadamente altas.

## Tipos de peaje vial
Hay varios tipos de peaje:
- Peaje abierto: cada cierta distancia hay una caseta de peaje, donde se abona una cantidad.
- Peaje cerrado: al entrar en la carretera de peaje, se registra la entrada y se abona a la salida, según la longitud recorrida, sin más paradas intermedias (con peaje manual recoge una tarjeta a la entrada y cuando se usa el telepeaje no se recoge tarjeta, pues el aparato se encarga de registrar la entrada).
- Peaje anual: en algunos países, como en Suiza, los usuarios pagan anualmente una cantidad, que se acredita mediante una pegatina en el parabrisas, que les permite circular por todas las autopistas libremente. Aquellos que solamente la utilizan ocasionalmente (turistas), tienen que pagar la misma cantidad.
- Peaje urbano de congestión: Tasa, cargo o impuesto que se cobra en algunas ciudades bajo la política de tarifas de congestión, como los implantados en Buenos Aires, Estocolmo, Londres, Milán y Singapur, con el propósito de disminuir la cantidad de vehículos que acceden a una determinada zona del centro para reducir la congestión de tránsito, y en los programas más recientes, también tienen el objetivo de disminuir las emisiones de gases de efecto invernadero. Es un auténtico portazgo, y no de un peaje en el sentido actual, los medios de comunicación con frecuencia lo llaman "Peaje urbano".

Además hay otro medio de financiar las carreteras:
- Peaje en la sombra: construye y financia la autopista una empresa privada y la Administración paga el peaje de los vehículos que circulan por ella, de modo que se financia con los impuestos y no repercute de forma directa en el usuario mediante peaje directo. De esta forma se evita el endeudamiento de la administración a corto plazo, aunque la experiencia indica que a largo plazo puede suponer un mayor coste económico y hasta la quiebra económica. Es el modo aplicado para financiar la circunvalación M-45 en Madrid.[1]

## Cobro electrónico de peajes
Con el propósito de disminuir la congestión provocada por el cobro manual de los peajes, en los años ochenta se desarrolló tecnología para realizar el cobro en forma automática, sistema llamado telepeaje o cobro electrónico de peajes (ETC por su siglas en inglés). Esta tecnología permite a los usuarios pasar por las estaciones sin parar, reduciendo un poco la velocidad o con una parada mínima. También existe la tecnología que permite eliminar del todo las estaciones, permitiendo a los usuarios transitar pagando una tarifa por kilómetro, mediante un sistema de pórticos y dispositivos instalados en los vehículos, lo que obliga a que todo vehículo que quiera circular por la autopista disponga de aparato denominado "transponder" (abreviatura del inglés "Transmitter/Responder").
Noruega ha sido el pionero a nivel mundial en el uso generalizado del telepeaje. El primer uso exitoso fue en la ciudad de Bergen, en 1986, cuando entró en funcionamiento como complemento al cobro tradicional con casetas de cobro de peaje. Estados Unidos es otro país que cuenta con un uso amplio de telepeajes, pero solo como complemento al cobro manual en casetas de peaje.
Los sistemas 100% electrónicos, sin estaciones de peaje, se han usado únicamente en Toronto, Canadá desde 1997, en varias carreteras en Noruega, en Melbourne, Australia desde 2000, en Tel Aviv, Israel también en 2000, y en Santiago de Chile desde 2004 y 2005. Destaca el hecho de que el sistema chileno es el primero en el mundo que atraviesa el centro comercial de la ciudad, en un tramo de una autopista urbana concesionada y opera con los vehículos transitando a velocidad normal, (Autopista Central, y la Autopista Costanera Norte).
Este aplicación tecnológica ha permitido la introducción de políticas para regular la congestión basadas en el cobro de peajes urbanos. La aplicación de tarifas de congestión, ya ha sido utilizada con éxito en Singapur en 1998, como mejoramiento del sistema manual implantado en 1975 (ver Tarifas de congestión de Singapur); Londres a partir de 2003, y ampliado en 2007 (ver Peaje urbano de Londres); y Estocolmo en 2006 como prueba y a partir de 2007 en forma permanente (ver Impuesto de congestión de Estocolmo).
En las autopistas de peaje de Europa existen distintos sistemas de Telepeaje, según los distintos países, aunque la Comisión Europea está intentando unificar las técnicas para conseguir que con un solo sistema se puedan recorrer todas las autopistas de la Unión (lo que resultaría especialmente interesante para los británicos que, por tener el volante de sus vehículos a la derecha, tienen dificultades para el pago manual en el resto del continente).

## Iberoamérica
En Argentina, los peajes se hicieron comunes en la década de 1990, dentro del programa de privatización de empresas públicas, concesiones y reforma del Estado que llevó a cabo el gobierno del presidente Carlos Menem. De manera similar, en el resto de América Latina se implantaron programas de concesiones, siendo los más amplios en Chile, Brasil (principalmente el Estado de São Paulo) y México. En estos cuatro países el uso de cobro electrónico de peajes por parte de los concesionarios ha sido amplio y exitoso. A continuación una breve lista con algunas de las principales carreteras que utilizan el telepeaje en estos países.

### Argentina
- Autopistas Avenida General Paz y el Acceso Norte en Buenos Aires Autopistas del Sol Archivado el 23 de julio de 2008 en Wayback Machine. Llamado "PASE" (Peaje Automático Sin Espera) utiliza el sistema Combitech (del grupo sueco Saab) aunque está migrando a la tecnología provista por TransCore (interoperable con la red de autopistas y acceso a la Ciudad de Buenos Aires). Por ahora conviven ambos sistemas, pero progresivamente la tecnología que viene usando desde 1996 irá siendo desplazada por la reciente.
- Autopistas 25 de Mayo, Dellepiane, Perito Moreno y Arturo Illia. Concesionaria AUSA Llamado "AuPass" utiliza la tecnología provista por SIRIT (interoperable con Autopista La Plata - Buenos Aires) y convive con la tecnología provista por TransCore (lo que permite que también sea interoperable con los clientes de los accesos a la Ciudad de Buenos Aires). El Autopista Arturo Illia es compatible además el sistema Combitech (lo que permite que también sea interoperable con los clientes de Autopistas del Sol que aún no migraron a la tecnología de TransCore).
- Autopistas al Sur AECSA/OHL Concesiones  Llamado "Telepeaje" utiliza la tecnología provista por TransCore(interoperable con la red de autopistas y acceso a la Ciudad de Buenos Aires).
- Autopista Acceso Oeste Concesionaria GCO Archivado el 7 de septiembre de 2008 en Wayback Machine. Llamado "Telepeaje" utiliza la tecnología provista por TransCore (interoperable con la red de autopistas y acceso a la Ciudad de Buenos Aires).
- Autopista La Plata – Buenos Aires Concesionaria AU-La Plata Llamado "Telepeaje" utiliza la tecnología provista por TransCore (interoperable con la red de autopistas y acceso a la Ciudad de Buenos Aires) y convive con la tecnología provista por SIRIT (lo que permite que también sea interoperable con los clientes de AUSA).
- Autopista Camino Parque del Buen Ayre Concesionaria CEAMSE  Llamado "SIGA" utiliza la tecnología provista por TransCore (interoperable con la red de autopistas y acceso a la Ciudad de Buenos Aires) conviviendo con el sistema Combitech (PASE) hasta que desaparezca.
- Autopista Campana - Rosario (Cinco Vial S.A). Llamado "TIP" interoperable Autopistas del Sol (por ahora suspendido para nuevas adhesiones) con el sistema Combitech (próximo a migrar a la tecnología provista por TransCore).
- Túnel Subfluvial "Raúl Uranga - Carlos Sylvestre Begnis".
- Autovía 2 Covisur Utiliza un sistema de peaje electrónico con tarifa diferencial únicamente para los vecinos aledaños a los peajes de la autovía.
- Red de accesos a Córdoba Concesionaria Caminos de las sierras Llamado "CUIS" utiliza la tecnología provista por TransCore.
- Peaje "Larena" (ex Corredor Americano -Ruta Nac. 8). Llamado "Telepeaje" aplica tarifa diferencial únicamente para los vecinos aledaños a este sector de la autovía.
- Peajes "Cañuelas y Uribilarréa" CV1 Concesiones Viales S.A. Archivado el 25 de septiembre de 2011 en Wayback Machine.. Llamado "Telepeaje" utiliza la tecnología provista por TransCore (interoperable con la red de autopistas y acceso a la Ciudad de Buenos Aires, pero con previa adhesión).

En Argentina las personas con discapacidad pueden circular por toda la red vial nacional sin pagar peajes, exhibiendo su credencial de pase libre.
Pueden circular sin abonar peajes en las rutas que forman parte de la red vial nacional concesionada y en los accesos a la Ciudad de Buenos Aires: Acceso Norte, Acceso Oeste y Autopista Riccheri.

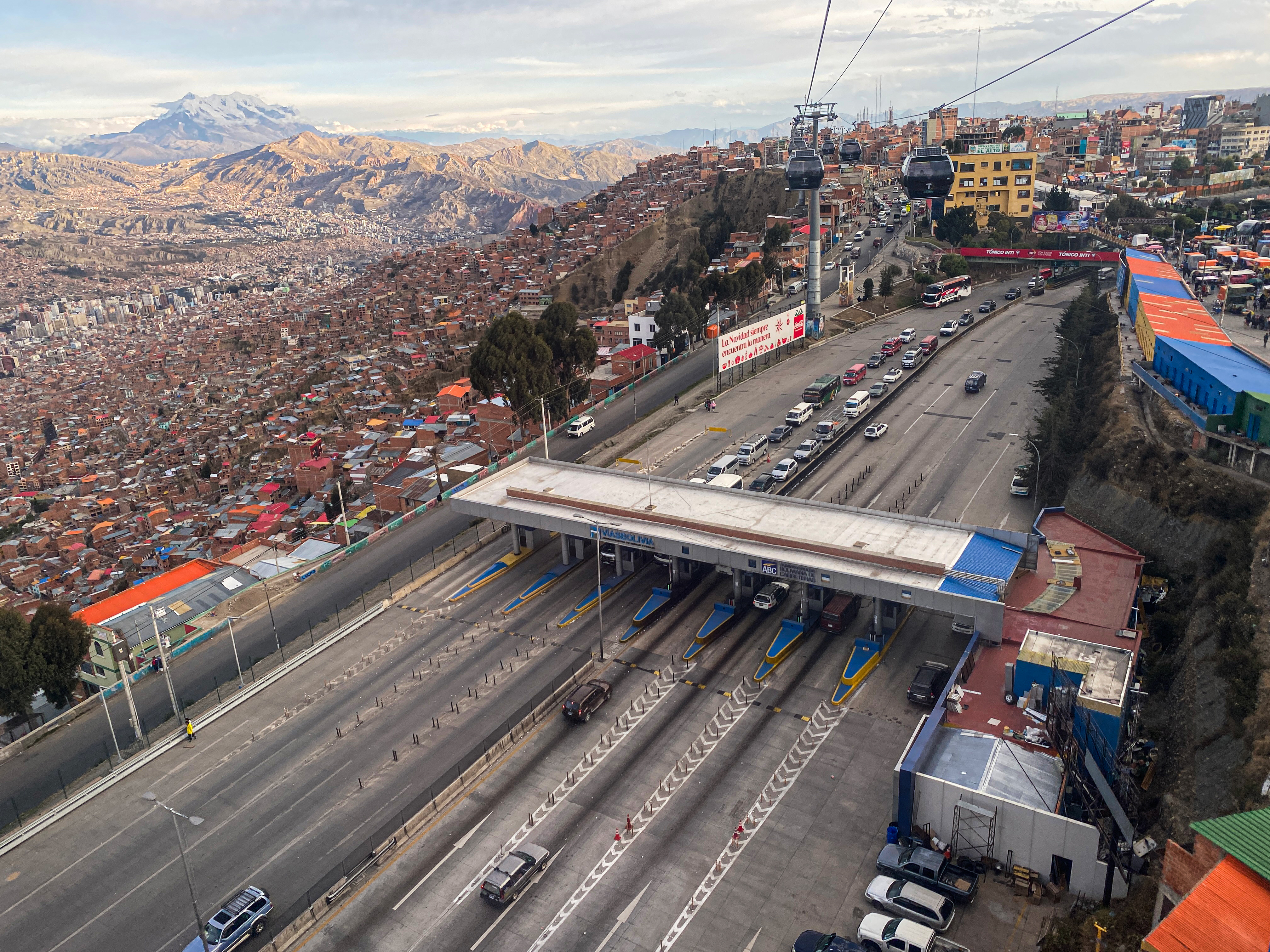
Caseta de peaje de la Autopista La Paz-El Alto, conectando a las dos urbes de Bolivia.

### Bolivia
- Autopista La Paz-El Alto en Gran La Paz
- Autopista Santa Cruz de La Sierra-Cotoca en Área metropolitana de Santa Cruz de la Sierra

### Brasil
- Sem Parar/Via Fácil en São Paulo, Brasil  Archivado el 10 de agosto de 2010 en Wayback Machine.
- Onda Livre en el Puente Río-Niteroi, Río de Janeiro, Brasil
- Passe Expresso en la Línea Amarilla en Río de Janeiro, Brasil  Archivado el 4 de noviembre de 2007 en Wayback Machine.

### Chile

#### Autopistas urbanas (sistemafree flowo ETC)
- Autopista Central en Santiago de Chile: Fue la primera autopista urbana en Latinoamérica bajo régimen de concesión en operar sin detener los vehículos dentro del área central comercial de la ciudad, gracias al uso de cobro electrónico.
- Autopista Vespucio Sur en Santiago de Chile.
- Autopista Vespucio Norte Express en Santiago de Chile.
- Autopista Costanera Norte en Santiago de Chile.
- Túnel San Cristóbal.

#### Autopistas y rutas interurbanas (sistema manual)
- Autopista Rutas del Desierto (accesos a Iquique).
- Autopistas de Antofagasta (inmediaciones de Antofagasta).
- Autopista Valles del Desierto (Ruta 5 Panamericana, tramo Caldera-Vallenar).
- Autopista Ruta del Algarrobo (Ruta 5 Panamericana, tramo Vallenar-La Serena).
- Autopista del Elqui (Ruta 5 Panamericana, tramo La Serena-Los Vilos).
- Autopista del Aconcagua (Ruta 5 Panamericana, tramo Los Vilos-Santiago de Chile).
- Ruta del Maipo (Ruta 5 Panamericana, tramo Santiago de Chile-Talca).
- Ruta del Maule (Ruta 5 Panamericana, tramo Talca-Chillán).
- Autopista Ruta del Bosque (Ruta 5 Panamericana, tramo Chillán-Collipulli).
- Autopista Ruta de la Araucanía (Ruta 5 Panamericana, tramo Collipulli-Gorbea).
- Autopista Ruta de los Ríos (Ruta 5 Panamericana, tramo Gorbea-La Unión).
- Autopista de Los Lagos (Ruta 5 Panamericana, tramo La Unión-Puerto Montt).
- Autopista Ruta del Canal (Ruta 5 Panamericana, tramo Puerto Montt-Pargua).
- Autopista Nororiente (entre Santiago de Chile y Colina por Chicureo).
- Camino Nogales-Puchuncaví.
- Autopista Rutas del Pacífico (Ruta 68 desde Santiago de Chile a Valparaíso y Viña del Mar).
- Autopista del Sol (Ruta 78 desde Santiago de Chile a San Antonio).
- Autopista Los Libertadores (entre Santiago de Chile y Los Andes).
- Autopista Troncal Sur (entre Viña del Mar y Villa Alemana).
- Autopista Los Andes (entre Villa Alemana y Los Andes).
- Red Vial Litoral Central (conjunto de rutas en la Región de Valparaíso).
- Variante Melipilla (inmediaciones de Melipilla).
- Autopista Acceso sur a Santiago.
- Autopista del Itata.
- Autopista Concepción-Coronel.
- Camino de la Madera.
- Autopista Interportuaria Talcahuano-Penco.

### México
- IAVE Carreteras operadas por Caminos y Puentes Federales (CAPUFE)

### Ecuador
- Carretera y Autopista Panamericana Troncal de la Sierra E35 (Panavial)
- Autopista General Rumiñahui Quito-Valle de los Chillos (Administrado por la provincia de Pichincha)
- Via Colectora Quito-Pifo E28C (Peaje de la Epmmop)
- Carretera Intervalles Tumbaco-Valle de los chillos (Administrado por la provincia de Pichincha)
- Vía Colectora Quito-Cayambe E28B (Administrado por MTOP)
- Vía Colectora Guayllabamba-Santa Rosa de Cusubamba E283 (Panavial)
- Carretera E20 Aloag-Santo Domingo (Concesión de Pichincha y Santo Domingo)
- Via Guayaquil (Peaje Samborondon)
- Carretera Via a la Costa Guayaquil-Salinas (MTOP y Cvialco)
- Carretera y Autopista Troncal de la Costa E25 (Concesión sectorial de CONORTE S.A y CONSEGUA S.A.)
- Carretera y Autopista Via del Pacífico E15 (Concesión sectorial de CONVIAL)

### Perú
- Carretera Piura-Sullana (Concesionaria Vial del Sol). Considerada por Infobae en 2024 como la más cara de Lima.[6]